# Karl Ulrich Bartz-Schmidt
Karl Ulrich Bartz-Schmidt (ur. 29 maja 1960 w Lahnstein) – niemiecki okulista, specjalista schorzeń siatkówki (retinolog) i mikrochirurg witreoretinalny (szklistkowo-siatkówkowy), profesor medycyny; od 2007 dyrektor kliniki okulistycznej Uniwersytetu w Tybindze. 

## Życiorys
Studia medyczne odbył w latach 1982–1988 na Uniwersytecie Johannesa Gutenberga w Moguncji. Dalszą specjalizację w zakresie okulistyki odbył w klinice w Koblencji (1988–1990) oraz na Uniwersytecie Kolońskim (1990–1992), gdzie następnie pełnił funkcję ordynatora uniwersyteckiego centrum okulistyki (1992–1996) oraz szefa oddziału chirurgii szklistkowo–siatkówkowej (1996–1999). W styczniu 1998 otrzymał veniam legendi (prawo do prowadzenia wykładów) na wydziale medycyny Uniwersytetu Kolońskiego. W roku 2000 został dyrektorem oddziału schorzeń przedniego i tylnego odcinka oka w klinice okulistycznej Uniwersytetu w Tybindze, a trzy lata później zastępcą dyrektora medycznego całej kliniki. Dyrektorem medycznym uniwersyteckiej kliniki okulistycznej w Tybindze został w 2007.
W pracy badawczej i klinicznej zajmuje się głównie chirurgią witreoretinalną. Autor i współautor licznych artykułów publikowanych w wiodących recenzowanych czasopismach okulistycznych, m.in. w „American Journal of Ophthalmology", „Retina", „Investigative Ophthalmology & Visual Science", „Graefe's Archive for Clinical and Experimental Ophthalmology" oraz „Acta Ophthalmologica".
Jest członkiem m.in. Deutsche Ophthalmologische Gesellschaft (Niemieckiego Towarzystwa Okulistycznego, prezes w okresie 2014-2015) oraz Retinologische Gesellschaft (Niemieckie Towarzystwo Retinologiczne, prezes w latach 2004–2012).